# Avenida La Mar
La Avenida Manuel Cipriano Dulanto es una importante arteria vial ubicada en la ciudad de Lima, Perú. Anteriormente conocida como Avenida José de La Mar, esta avenida se extiende a lo largo de 25 cuadras, atravesando los distritos de Pueblo Libre y San Miguel. Nombrada en honor a Manuel Cipriano Dulanto Valenzuela, un destacado militar y político peruano del siglo XIX, esta avenida juega un papel crucial en la infraestructura urbana y la historia local de Lima. Se caracteriza por albergar zonas residenciales, comercios, su proximidad a lugares de interés histórico y cultural, y su cercanía a importantes centros educativos y comerciales. A lo largo de su recorrido, la avenida conecta diversos puntos clave y es vital para la movilidad de los residentes y visitantes de la zona.

## Recorrido
La avenida Manuel Cipriano Dulanto inicia en la intersección con la avenida Brasil y se extiende hacia el oeste. En sus primeras cuadras, el flujo de tránsito es de un solo sentido, de oeste a este, atravesando zonas residenciales del sector histórico del distrito de Pueblo Libre.
Cruzando la avenida Antonio José de Sucre, a partir de la cuadra 10, el flujo de tránsito de la avenida se transforma en doble vía. A partir de este tramo, se puede observar un sector residencial más moderno, caracterizado por la construcción de múltiples edificaciones, cuyo número ha aumentado significativamente en los últimos años.
En la cuadra 19, en la intersección con el jirón Abraham Lincoln, se encuentra la conocida Asociación Estadio La Unión (AELU) y el Colegio La Unión. Se puede acceder a ambos sitios mediante esta avenida.
Atravesando la avenida Universitaria, en el distrito de San Miguel, la avenida toma su nombre antiguo (José de La Mar), y es usada como una ruta alternativa para visitar el centro comercial Plaza San Miguel y sus alrededores. A partir de la cuadra 22, se puede apreciar un aumento de sitios comerciales, entre los cuales se encuentra el centro comercial Shopping Center.
En las últimas cuadras, después de cruzar la avenida José de la Riva Agüero, se convierte en un acceso directo al Parque de Las Leyendas, pasando por la parte inferior de este zoológico y de la Huaca Tres Palos. El trayecto finaliza en la avenida Parque de Las Leyendas, la cual es una ruta que conecta la entrada del zoológico del mismo nombre, situada en la avenida de los Precursores, con la avenida de la Marina.